# Expédition d'Abdur Rahman bin Auf
L’expédition de Abdur Rahman bin Auf, connue également comme la Deuxième Expédition de Dumatul Jandal, se déroula en décembre, 627AD, 8e (Sha'ban) mois de 6AH du calendrier Islamique.

## Histoire
Abdur Rahman bin Auf fut envoyé en mission pour convaincre la tribu Banu Kalb et les amener à accepter l’Islam et à s’allier avec les Musulmans, cette opération fut réalisée avec succès,,.